# L'Odyssée de l'étrange
 (juin 2013).
Si vous disposez d'ouvrages ou d'articles de référence ou si vous connaissez des sites web de qualité traitant du thème abordé ici, merci de compléter l'article en donnant les références utiles à sa vérifiabilité et en les liant à la section « Notes et références ».
L'Odyssée de l'étrange est une émission de télévision française mensuelle diffusée du 21 juin 1995 au 26 février 1996 sur TF1. Elle était présentée par Jacques Pradel.

## Polémiques
L'émission devait s'appeler Le Troisième œil mais, à la suite d'une plainte pour plagiat du producteur de Mystères, le titre devient L'Odyssée de l'étrange.
Lors de la première émission, le 21 juin 1995, le présentateur Jacques Pradel annonce un film de l'ufologue Ray Santilli prétendant prouver l'existence de l'extraterrestre de Roswell. Les images qu'il montre sont ensuite relayées par le magazine VSD. La chaîne Arte dénonce ce qu'elle considère comme un canular en diffusant le 29 août une soirée intitulée Extraterrestres, la preuve, avec un contre-document « pseudo-russe » réalisé par Jean-Teddy Filippe montrant lui aussi la dissection d'une chose venue de l'espace, suivi d'un débat animé par Michel Polac.
TF1, après avoir commercialisé L'extra-terrestre de Roswell sous forme de cassette VHS, en diffuse le 23 octobre de larges extraits, présentés par Santilli comme la dissection de l'extra-terrestre de Roswell. L'émission est alors décriée par la presse. Le film a été vendu à vingt-sept pays pour une somme totale estimée à trente millions de francs,,.
En 2005, Santilli avoue que le film était un faux, l'« extra-terrestre » ayant été fabriqué par un sculpteur de Manchester.
Cette fausse nouvelle est considérée comme la première fake news d'avant les réseaux sociaux selon Le Temps, renforçant l'orientation de la série  Aux frontières du réel sur ce sujet, série apparue à la télévision à la rentrée 1993.
Elle est également considérée comme le premier canular à l'échelon mondial avant l'essor d'Internet des années 2000, et a fortement contribué à faire connaître le mythe de Roswell en France à l'été 1995.